# Siła uogólniona
Siła uogólniona – siła zdefiniowana przez równość:
{\displaystyle Q_{i}=\sum _{j=1}^{3n}F_{j}{\frac {\partial x_{j}}{\partial q_{i}}},}
gdzie {\displaystyle F_{j}} jest siłą rzeczywistą, {\displaystyle q_{i}} współrzędną uogólnioną, {\displaystyle 3n} - wymiar przestrzeni konfiguracyjnej układu mechanicznego złożonego z {\displaystyle n} ciał. W kartezjańskim układzie współrzędnych siła uogólniona i rzeczywista są sobie równe.